# 피드 (소셜 네트워크 서비스)

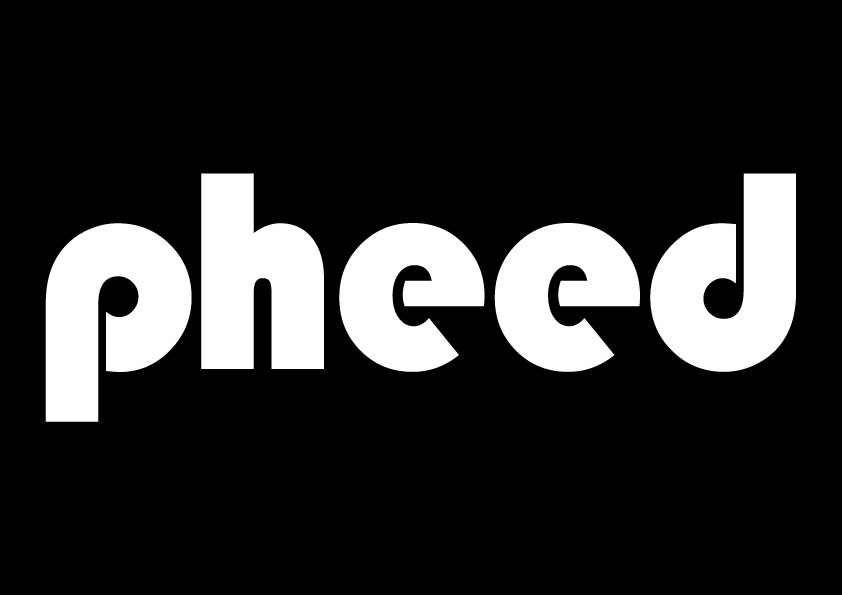

피드(Pheed)는 2012년부터 시작한 소셜 네트워크 서비스이다. 소리, 동영상, 텍스트, 사진 등 다양한 콘텐츠를 올릴 수 있다는 특징을 가지고 있다.